# Бат (Њујорк)
Бат (енгл. Bath) град је у америчкој савезној држави Њујорк.

## Демографија
По попису из 2010. године број становника је 5.786, што је 145 (2,6%) становника више него 2000. године.
| Група             | 2000.         | 2010.         |
| Белци             | 5.400 (95,7%) | 5.379 (93,0%) |
| Афроамериканци    | 78 (1,4%)     | 175 (3,0%)    |
| Азијати           | 50 (0,9%)     | 36 (0,6%)     |
| Хиспаноамериканци | 51 (0,9%)     | 73 (1,3%)     |
| Укупно            | 5.641         | 5.786         |